# Parque Floral de Hamamatsu
El Parque Floral Hamamatsu en japonés: 浜松市フラワーパーク hamamatsu-shi hanano pāku, es un jardín botánico de 30 hectáreas de extensión, que se encuentra en Hamamatsu, prefectura de Shizuoka, Japón.
De propiedad privada, está administrado por la corporación "Parques de las Frutas y de las Flores de Hamamatsu".

## Localización
Hamamatsu Flower Park Kanzanjicho 195, Nishi-ku, Hamamatsu-shi, Shizuoka-Ken, 4263-1, Japón.
Planos y vistas satelitales.34°45′30″N 137°38′15″E / 34.75833, 137.63750
- Altitud: de 3 a 30 m s. n. m.
- Temperatura media anual: 16 °C
- Precipitaciones medias anuales: 1650 mm

Se paga una tarifa de entrada.

## Historia
El parque floral de Hamamatsu se abrió al público el 10 de septiembre de 1970.

## Colecciones
El Parque Floral de Hamamatsu es de tipo occidental, con grandes parterres de flores, avenidas de árboles, fuentes, un gran invernadero (el Palacio de Cristal), zonas de descanso y zonas de juegos para los niños, zonas de restauración, incluso en el gran invernadero. Se cultivan más de 3.000 especies botánicas y unas 3.000 variedades hortícolas en este jardín de flores.
Entre sus distintas secciones destacan,
- Parterres con diseños de flores: cambian según las temporadas y se establecen 40.000 pies en la primavera, 35.000 pies en verano, 35.000 pies en el otoño y 40.000 pies en invierno.
- Avenidas de cerezos: se establecieron 160 variedades de cerezos en el parque con cerca de 1.500 árboles. El sitio Internet japonés presenta las fotografías de una parte de los cerezos que se pueden admirar en el parque.
- El gran invernadero (Palacio de Cristal): cerca de 540 especies y 5.800 plantas distribuidas entre el teatro al aire libre, el jardín de Bali y el jardín mexicano.
- Rosaleda: se presentan 170 variedades de rosas en 5 escenas diferentes (jardín natural, arco de rosas, jardín imperial, etc) con cerca de 1000 pies cultivados.
- Jardín de plantas aromáticas y útiles: 160 especies
- Avenida de las hortensias: 52 variedades hortícolas occidentales.
- Jardín de hortensias silvestres: 40 variedades, cerca de 3.000 pies.
- Azaleas: 50 variedades y cerca de 15.000 pies.
- Peonias (herbáceas): 50 variedades, 300 pies.
- Jardín de iris: con unas 720 variedades, un millón de pies
- Camelias: 120 variedades, 200 pies.
- Huerto de melocotoneros y ciruelos
- Arces: 102 variedades y 430 árboles.
- Membrillos de Japón

## Actividades
- En este parque se efectúan actividades de investigación hortícola, y mejora de las especies, en particular, sobre los crisantemos.

- Se efectúan también actividades pedagógicas, entre las que se encuentran taller de observación las plantas del parque una vez al mes, visitas guiadas, talleres manuales, taller de fotografía…